# Rocks (中村あゆみのアルバム)
『rocks』（ロックス）は、中村あゆみ3枚目のベスト・アルバム。2004年8月4日発売。発売元は、プライエイド・レコーズ。

## 解説
2004年活動再開の復帰アルバム。ボーカルは全て録り直し。新曲1曲と、カバー1曲が追加。

## 収録曲
作詞・作曲・編曲 高橋研（特記以外）
1. あのとき（4:46）
2. 金曜日のバレリーナ（4:47）
  - Guest Vocals 加藤いづみ
3. Come Back<To My Home Town>（2:52）
  - 作詞 中村あゆみ・高橋研
4. 翼の折れたエンジェル（5:18）
  - Guest Vocals 加藤いづみ
5. A BOY（5:22）
  - Guest Vocals 加藤いづみ
6. 愛の賛歌（4:48）
  - 作詞 EDITH PIAF 日本語詞 岩谷時子 作曲 MARGUERITE MONNOT
  - Guest Vocals　Yoshiro Horii
  - フランスの歌手・EDITH PIAFのカバー。越路吹雪が歌った日本語詞で歌唱。
7. つなぎとめてほしい（5:14）
  - 作詞 辻仁成
8. BROTHER（4:12）
  - 作詞 中村あゆみ 作曲 中村あゆみ・鎌田ジョージ
9. Smalltown Girl（3:45）
  - 作詞 中村あゆみ
  - Guest Vocals 加藤いづみ
10. Rolling Age（5:55）
  - Guest Vocals 加藤いづみ
11. Cry Baby（4:38）